# Berlinale 2017
La Berlinale 2017, 67e édition du festival international du film de Berlin (67. Internationalen Filmfestspiele Berlin), se déroule du 9 au 19 février 2017.

## Déroulement et faits marquants

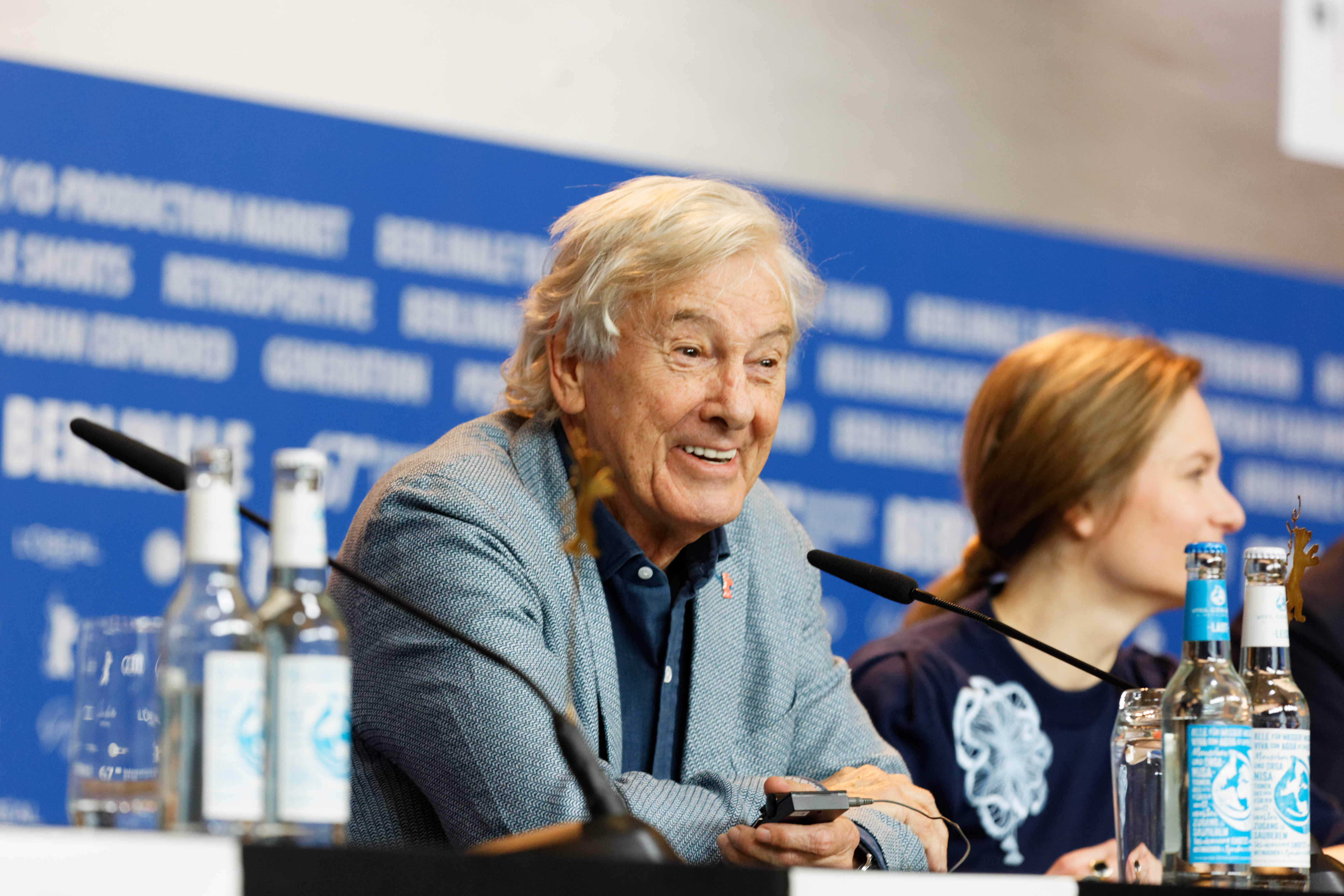
Le président du jury Paul Verhoeven et la membre Julia Jentsch lors de la conférence de presse du jury international.

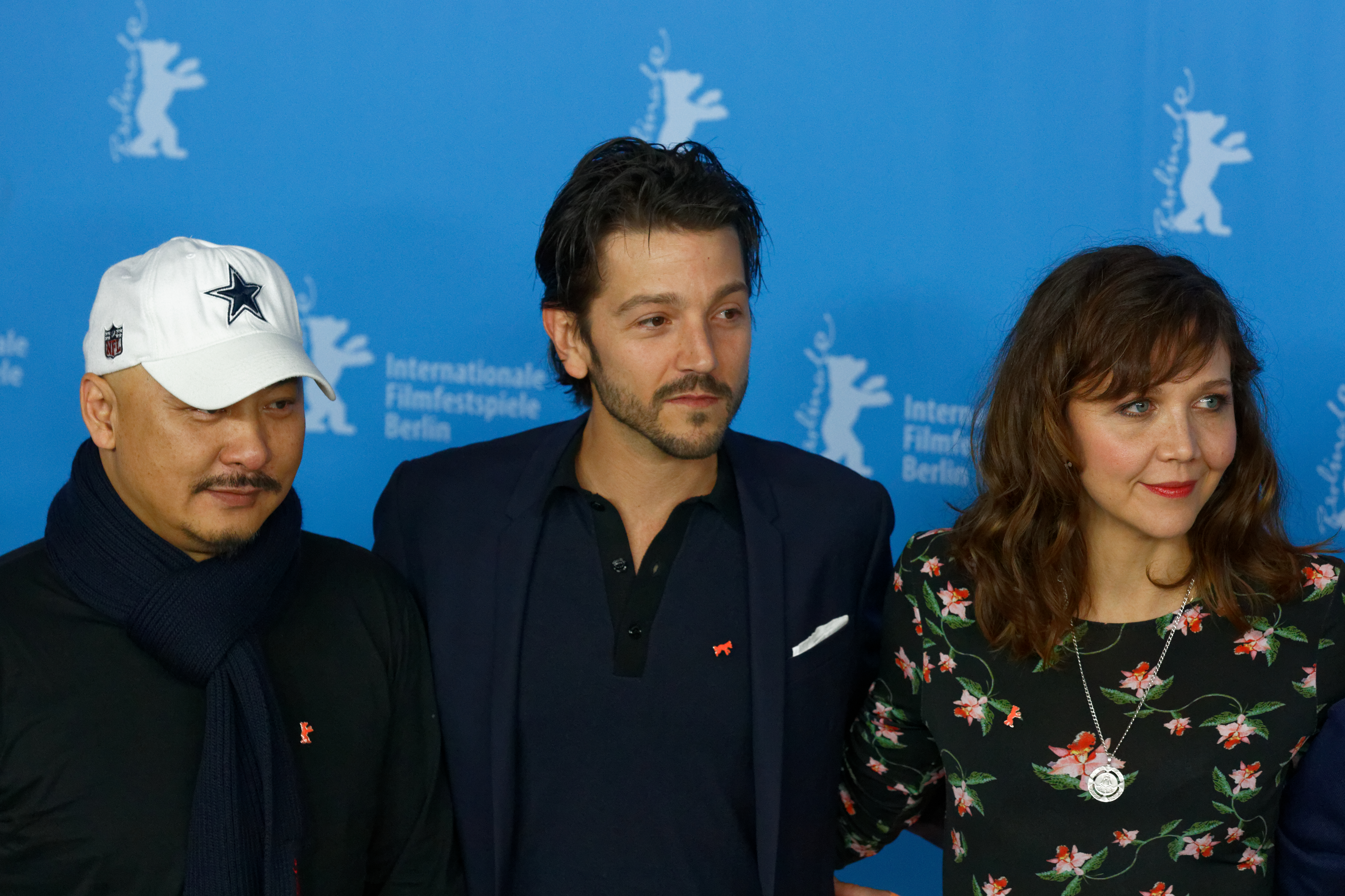
Trois autres membres du jury : le réalisateur Wang Quan'an et les acteurs Diego Luna et Maggie Gyllenhaal.

Les organisateurs annoncèrent le 6 septembre 2016 que cette édition inaugurera un nouveau prix, celui du meilleur documentaire (parrainé par l'horloger Glashütte), concernant toutes les sections du festival et remis par un jury spécial de trois personnes. Cela fait suite à l'Ours d'or de l'édition précédente, attribué au documentaire Fuocoammare.
Le 9 décembre 2016 les organisateurs annoncent que c'est le cinéaste néerlandais Paul Verhoeven qui présidera le Jury international, alors qu'il donne une Master Class au 16e Festival international du film de Marrakech. Il succède à la comédienne américaine Meryl Streep,.
Le 15 décembre 2016 sont dévoilés 14 films des sections Compétition et Berlinale Special.
Le film d'ouverture est annoncé le 4 janvier 2017. Il s'agit de Django, biopic sur Django Reinhardt avec Reda Kateb et Cécile de France.
Le 10 janvier 2017 la suite de la sélection officielle est dévoilée.
C'est le 31 janvier 2017, soit le même jour de l'annonce du Président du jury du Festival de Cannes 2017, qu'est annoncé le jury international. Parmi eux le réalisateur chinois Wang Quan'an, lauréat dix ans auparavant de l'Ours d'or pour Le Mariage de Tuya, et la comédienne Maggie Gyllenhaal, sœur de Jake Gyllenhaal, membre de ce même jury en 2012.
L'Ours d'or d'honneur est attribué à la costumière italienne Milena Canonero. Elle est lauréate de quatre Oscar de la meilleure création de costumes.
La productrice chinoise Nansun Shi, le comédien australien Geoffrey Rush et l'auteur égyptien Samir Farid reçoivent la Caméra de la Berlinale lors de cette 67e édition. Shi avait fait partie du jury international il y a dix ans.
Le festival démarre avec une dimension politique assumée avec la ministre allemande de la Culture Monika Grütters qui déclare le 9 février 2017 que la Berlinale a pour message «la diversité culturelle contre le simplisme populiste», et les membres du jury Maggie Gyllenhaal et Diego Luna qui ont appelé à la résistance à Donald Trump lors de la conférence de presse du jury.
Dans ce contexte où les favoris, selon les classements de la revue spécialisée Screen et de la presse allemande, sont le plaidoyer pour les réfugiés The Other Side of Hope de Aki Kaurismäki et l'histoire d'amour transgenre Une femme fantastique (Una mujer fantástica) de Sebastián Lelio, le jury présidé par Paul Verhoeven déjoue les pronostics et décerne l'Ours d'or à Corps et Âme  de Ildikó Enyedi et le Grand prix du jury à Félicité de Alain Gomis.

## Jury

### Jury international

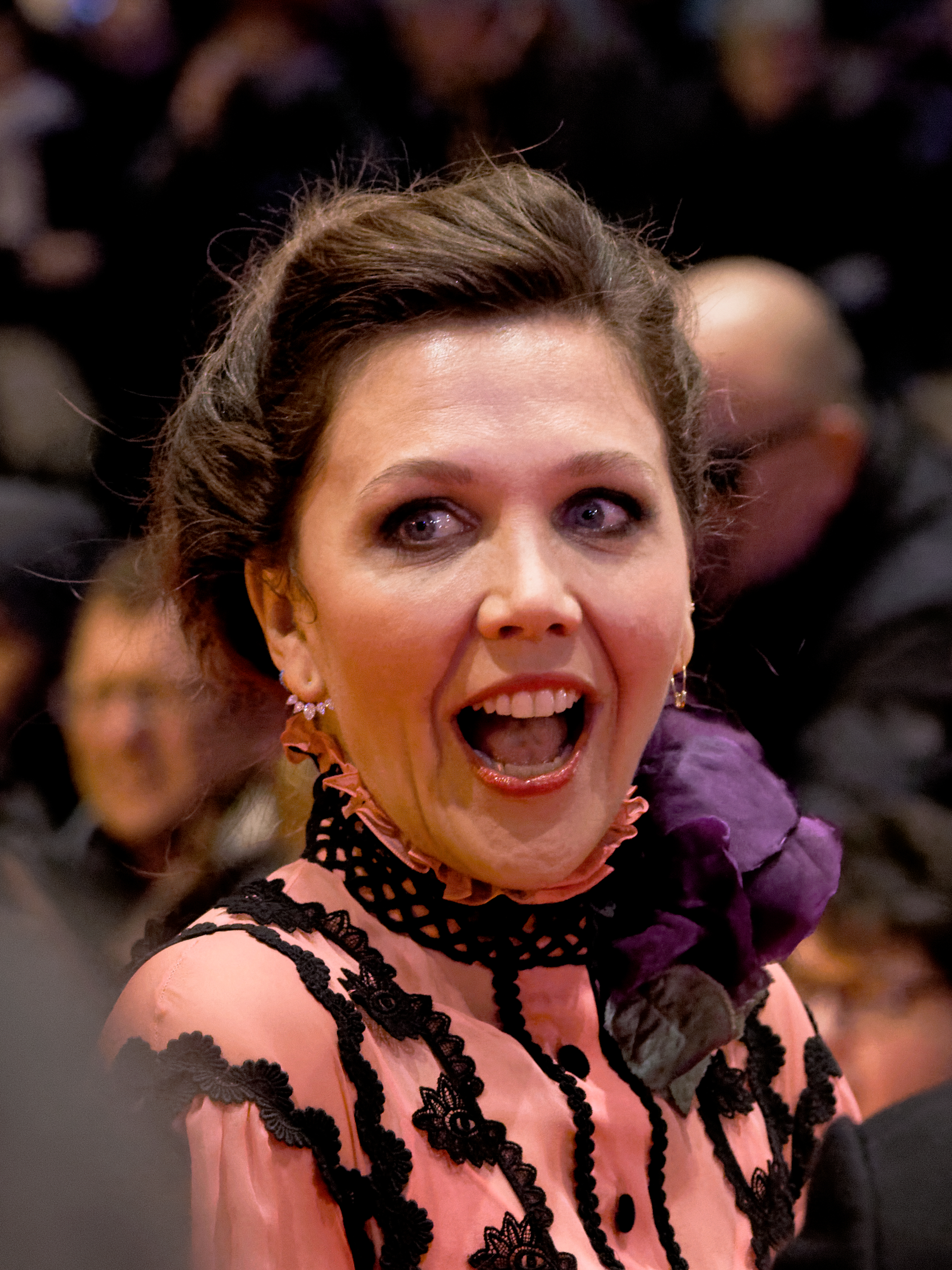
L'actrice américaine Maggie Gyllenhaal, membre du jury, à la première mondiale de Django.

- Paul Verhoeven (président du jury), réalisateur et scénariste  Pays-Bas
- Dora Bouchoucha, productrice  Tunisie
- Olafur Eliasson, artiste  Danemark et  Islande
- Maggie Gyllenhaal, comédienne  États-Unis
- Julia Jentsch, actrice  Allemagne
- Diego Luna, acteur et réalisateur  Mexique
- Wang Quan'an, réalisateur et scénariste  Chine

### Autres jurys

#### Jury international des courts métrages
- Christian Jankowski, cinéaste  Allemagne
- Kimberley Drew, scénariste et manager média  États-Unis
- Carlos Nunez, producteur  Chili

#### Jurys Generation
Generation 14Plus
Generation Kplus
Jury des enfants et jury des jeunes
- Onze enfants de Berlin, de 12 à 14 ans, ont été invités à être Jury des enfants; et sept adolescents sur le Jury des jeunes. Ils attribueront les Ours de cristal pour le meilleur courts et longs métrages dans leurs sélections respectives.

#### Jury du prix du meilleur premier film
- Jayro Bustamante, réalisateur  Guatemala
- Clotilde Courau, comédienne  France
- Mahmoud Sabbagh, auteur, réalisateur et producteur  Arabie saoudite

#### Jury du prix du meilleur documentaire
- Daniela Michel, critique et directrice du Festival international du film de Morelia  Mexique
- Laura Poitras, réalisatrice  États-Unis
- Samir, cameraman, réalisateur et scénariste  Irak  Suisse

## Sélections

### Compétition
La sélection officielle en compétition se compose de 18 films.
| Titre                                                  | Réalisation        | Pays                                       | Distribution |
| ------------------------------------------------------ | ------------------ | ------------------------------------------ | --- |
| Ana, mon amour                                         | Călin Peter Netzer | Roumanie France                            | Mircea Postelnicu, Diana Cavaliotti, Carmen Tanase, Vasile Muraru                                                |
| Seule sur la plage la nuit (Bamui haebyun-eoseo honja) | Hong Sang-soo      | Corée du Sud                               | Kim Min-hee, Seo Young-hwa, Jung Jae-young, Moon Sung-keun                                                       |
| Beuys                                                  | Andres Veiel       | Allemagne                                  | film documentaire                                                                                                |
| Contre ton cœur (Colo)                                 | Teresa Villaverde  | Portugal France                            | Joao Pedro Vaz, Alice Albergaria Borges, Beatriz Batarda, Clara Jost                                             |
| The Dinner                                             | Oren Moverman      | États-Unis                                 | Richard Gere, Laura Linney, Steve Coogan, Rebecca Hall, Chloë Sevigny, Charlie Plummer                           |
| Django (film d'ouverture)                              | Étienne Comar      | France                                     | Reda Kateb, Cécile de France                                                                                     |
| Félicité                                               | Alain Gomis        | France Sénégal                             | Véro Tshanda Beya Mputu, Gaetan Klaudia, Papi Mpaka                                                              |
| Have a Nice Day (Hao ji le)                            | Liu Jian           | Chine                                      | (film d'animation)                                                                                               |
| Bright Nights (Helle Nächte)                           | Thomas Arslan      | Allemagne Norvège                          | Georg Friedrich, Tristan Göbel, Marie Leuenberger, Hanna Karlberg                                                |
| Joaquim                                                | Marcelo Gomes      | Brésil Portugal                            | Julio Machado, Isabél Zuaa, Nuno Lopes                                                                           |
| Mr. Long                                               | Sabu               | Japon Allemagne Hong Kong Chine Taïwan     | Chang Chen, Sho Aoyagi, Yiti Yao, Junyin Bai                                                                     |
| Corps et Âme (Testről és lélekről)                     | Ildikó Enyedi      | Hongrie                                    | Morcsányi Géza, Alexandra Borbély, Zoltán Schneider                                                              |
| L'Autre Côté de l'espoir (Toivon tuolla puolen)        | Aki Kaurismäki     | Finlande                                   | Sherwan Haji, Sakari Kuosmanen                                                                                   |
| The Party                                              | Sally Potter       | Royaume-Uni                                | Emily Mortimer, Cillian Murphy, Kristin Scott Thomas, Patricia Clarkson, Timothy Spall, Bruno Ganz, Cherry Jones |
| Retour à Montauk (Rückkehr nach Montauk)               | Volker Schlöndorff | Allemagne France Irlande                   | Stellan Skarsgård, Nina Hoss, Susanne Wolff, Niels Arestrup                                                      |
| Tableau de chasse (Pokot)                              | Agnieszka Holland  | Pologne République tchèque Suède Allemagne | Agnieszka Mandat, Wiktor Zborowski, Jakub Gierszał                                                               |
| Une femme fantastique (Una mujer fantástica)           | Sebastián Lelio    | Chili                                      | Daniela Vega, Luis Gnecco, Aline Küppenheim, Amparo Noguera, Francisco Reyes                                     |
| La Tête à l'envers (Wilde Maus)                        | Josef Hader        | Autriche                                   | Josef Hader, Pia Hierzegger, Georg Friedrich, Jörg Hartmann, Denis Moschitto                                     |

### Hors compétition
6 films sont présentés hors compétition.
| Titre                                                   | Réalisation        | Pays             |
| ------------------------------------------------------- | ------------------ | ---------------- |
| El bar                                                  | Álex de la Iglesia | Espagne          |
| Alberto Giacometti, The Final Portrait (Final Portrait) | Stanley Tucci      | Royaume-Uni      |
| Logan                                                   | James Mangold      | États-Unis       |
| Sage Femme                                              | Martin Provost     | France           |
| T2 Trainspotting                                        | Danny Boyle        | Royaume-Uni      |
| Le Dernier Vice-Roi des Indes (Viceroy's House)         | Gurinder Chadha    | Inde Royaume-Uni |

### Berlinale Special

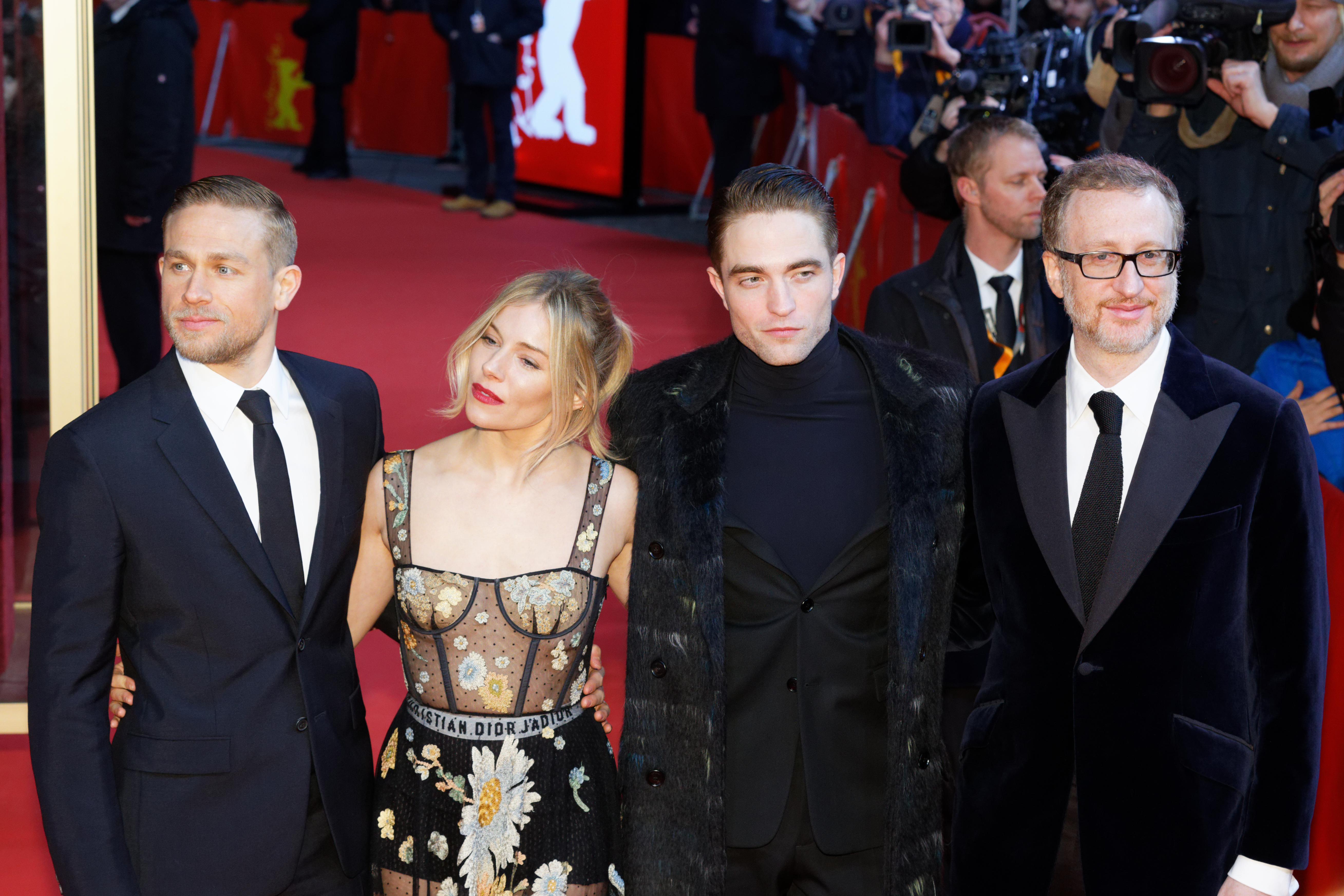
Hunnam, Miller, Pattinson et Gray à la première de The Lost City of Z durant la Berlinale 2017.

| Titre                                   | Réalisation     | Pays       |
| --------------------------------------- | --------------- | ---------- |
| The Lost City of Z                      | James Gray      | États-Unis |
| Le Jeune Karl Marx                      | Raoul Peck      | France     |
| La Reine d'Espagne (La Reina de España) | Fernando Trueba | Espagne    |
| Últimos días en La Habana               | Fernando Pérez  | Cuba       |

### Panorama

#### Films de fiction
| Titre                              | Réalisation        | Pays               |
| ---------------------------------- | ------------------ | ------------------ |
| La Juste Route                     | Ferenc Török       | Hongrie            |
| The Taste of Betel Nut             | Hu Jia             | Chine Hong Kong    |
| Call Me by Your Name               | Luca Guadagnino    | Italie États-Unis  |
| Centaure (Centaur)                 | Aktan Arym Kubat   | Kirghizistan       |
| Ciao Ciao                          | Song Chuan         | Chine              |
| Discreet                           | Travis Mathews     | États-Unis         |
| From the Balcony                   | Ole Giæver         | Norvège            |
| Ghost in the Mountains             | Yang Heng          | Chine              |
| Seule la terre (God's Own Country) | Francis Lee        | Royaume-Uni        |
| Headbang Lullaby                   | Hicham Lasri       | Maroc              |
| Honeygiver Among the Dogs          | Dechen Roder       | Bhoutan            |
| Hostages                           | Rezo Gigineishvili | Géorgie Russie     |
| Insyriated                         | Philippe Van Leeuw | Belgique           |
| Die Jungfrauenmaschine             | Monika Treut       | Allemagne          |
| The Misandrists                    | Bruce LaBruce      | États-Unis         |
| Pendular                           | Julia Murat        | Brésil             |
| Jusqu'à ce que la mort nous sépare | Heiner Carow       | Allemagne de l'Est |
| Vaya                               | Akin Omotoso       | Afrique du Sud     |

### Rétrospective
Portera cette année sur la science-fiction avec 27 films.

## Palmarès
La cérémonie de clôture a eu lieu le samedi 18 février 2017. 

### Compétition officielle
| Prix                                                  | Attribué à                                   | Pays            |
| ----------------------------------------------------- | -------------------------------------------- | --------------- |
| Ours d'or                                             | Corps et Âme de Ildikó Enyedi                | Hongrie         |
| Grand prix du jury                                    | Félicité de Alain Gomis                      | France Sénégal  |
| Ours d'argent du meilleur réalisateur                 | Aki Kaurismäki pour L'Autre Côté de l'espoir | Finlande        |
| Ours d'argent du meilleur acteur                      | Georg Friedrich dans Bright Nights           | Autriche        |
| Ours d'argent de la meilleure actrice                 | Kim Min-hee dans On the Beach at Night Alone | Corée du Sud    |
| Ours d'argent du meilleur scénario                    | Une femme fantastique de Sebastián Lelio     | Chili           |
| Ours d'argent de la meilleure contribution artistique | Ana, mon amour de Călin Peter Netzer         | Roumanie France |
| Prix Alfred-Bauer                                     | Spoor de Agnieszka Holland                   | Pologne         |

### Prix spéciaux

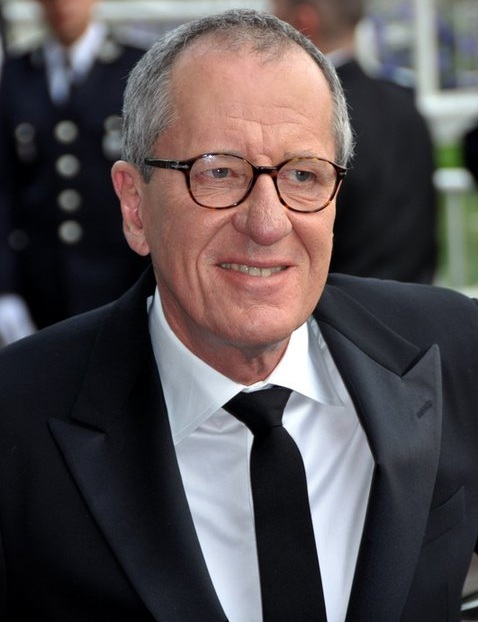
Geoffrey Rush récompensé par la Caméra de la Berlinale.

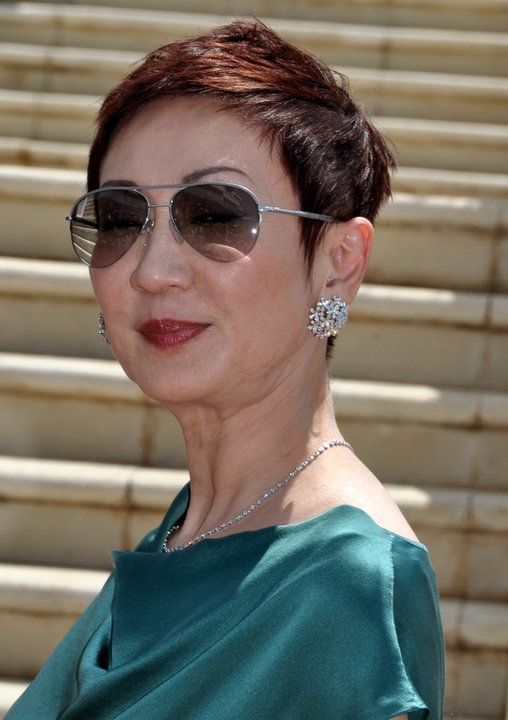
Nansun Shi récompensée par la Caméra de la Berlinale.

| Prix                   | Attribué à      | Pays      |
| ---------------------- | --------------- | --------- |
| Ours d'or d'honneur    | Milena Canonero | Italie    |
| Caméra de la Berlinale | Nansun Shi      | Hong Kong |
| Caméra de la Berlinale | Geoffrey Rush   | Australie |
| Caméra de la Berlinale | Samir Farid     | Égypte    |

### Prix du meilleur premier film
| Prix                  | Attribué à                         | Pays    |
| --------------------- | ---------------------------------- | ------- |
| Meilleur premier film | Été 93 (Estiu 1993) de Carla Simón | Espagne |

### Prix du meilleur documentaire
- Ghost Hunting de Raed Andoni, Palestine

### Prix FIPRESCI
- Corps et Âme de Ildikó Enyedi

### Prix œcuménique
- Corps et Âme de Ildikó Enyedi

### Teddy Award
- Une femme fantastique de Sebastián Lelio

### Shooting Stars
- Alessandro Borghi, Esben Smed, Louis Hofmann, Tudor Aaron Istodor
- Elīna Vaska, Hannah Hoekstra, Karin Franz Körlof, Maruša Majer, Victória Guerra, Zofia Wichłacz